# Pray Away
Pour plus de détails, voir Fiche technique et Distribution.
Pray Away est un film documentaire américain réalisé par Kristine Stolakis, sorti en 2021.

## Synopsis
Le documentaire suit des survivants de thérapies de conversion chrétiennes évangéliques.

## Fiche technique
- Titre : Pray Away
- Réalisation : Kristine Stolakis
- Musique : Laura Karpman et Nora Kroll-Rosenbaum
- Photographie : Melissa Langer
- Montage : Carla Gutierrez
- Production : Jessica Devaney, Anya Rous et Kristine Stolakis
- Société de production : Artemis Rising Foundation, Blumhouse Productions, Chicken And Egg Pictures, Lamplighter Films, Multitude Films, Naked Edge Films, Ryan Murphy Productions et Secret Sauce Media
- Pays :  États-Unis
- Genre : Documentaire
- Durée : 101 minutes
- Dates de sortie : 
  - Netflix : 3 août 2021

## Accueil
Le film a reçu un accueil favorable de la critique. Il obtient un score moyen de 76 % sur Metacritic.